# عسل‌خوار گوش‌سفید
عسل‌خوار گوش‌سفید پرنده‌ای بومی اقیانوسیه با ۱۹۰ گونه شناخته‌شده است که حدود نیمی از آن‌ها در استرالیا یافت می‌شوند. آن‌ها اعضای متنوع‌ترین خانواده پرندگان در استرالیا هستند. عسل‌خوارهای گوش‌سفید با بدنی سبز زیتونی، سر سیاه و لکه گوش سفید به راحتی قابل شناسایی هستند.

## وضعیت حفاظت
اگرچه عسل‌خوار گوش‌سفید دارای جمعیتی رو به کاهش است، اما در مناطق گسترده‌ای زندگی میکند و در لیست قرمز IUCN کمترین نگرانی را دارند. تهدیدهای عسل‌خوار گوش‌سفید شامل تخریب زیستگاه، آتش‌سوزی و از بین رفتن زیر طبقه آن‌هاست.